# 一切权力归工人
一切权力归工人（荷蘭語：Alle Macht Aan De Arbeiders），简称阿马达（AMADA），是比利时历史上的一个毛主义政党。该党起源于“学生工会运动”（荷语天主教鲁汶大学的学生组织天主教弗拉芒大学生会的一个内部团体）。1971年，该党正式成立。1979年，该党改组为比利时工人党。该党的主席是吕多·马尔滕斯。该党发行《团结》杂志。